# Reign (Lied)
Reign (englisch für „Regieren“ oder „Herrschen“; auch bekannt als Murder Reigns, The Reign oder Reigns) ist ein Lied des US-amerikanischen Rappers Ja Rule, das er zusammen mit der Sängerin Celeste aufnahm. Der Song erschien am 19. November 2002 auf seinem vierten Studioalbum The Last Temptation und wurde am 29. März 2003 als dritte Single aus diesem veröffentlicht.

## Inhalt
In Reign rappt Ja Rule aus der Perspektive des lyrischen Ichs und wendet sich unter anderem an Gott, den er um Hilfe in seinem Leben bittet, das sich um Drogen, Kriminalität, Geld und Frauen dreht. Textlich sind zudem vor allem Wortspiele mit „Reign“ und „Rain“ sowie seinem Label „Murder Inc.“ und „Mord“ enthalten.

“When it’s hittin’ a little harder than drizzle (Woo)

And pickles flyin’ out pistols, got niggas cryin’ they Christians and

I can’t believe shit has come to this

It’s unheard of, now it’s gonna reign down murda”

## Produktion
Das Lied wurde von dem US-amerikanischen Musikproduzenten Irv Gotti produziert. Dabei verwendete er ein Sample des Songs Africa der US-amerikanischen Rockband Toto aus dem Jahr 1982. Somit sind neben Ja Rule, Irv Gotti und 7 Aurelius auch die Toto-Mitglieder David Paich und Jeff Porcaro als Autoren angegeben.

## Musikvideo
Das zu Reign in New York City gedrehte Musikvideo verzeichnet auf YouTube über elf Millionen Aufrufe (Stand Februar 2024). Es thematisiert eine Razzia des FBI bei Murder Inc., dem Musiklabel von Ja Rule, die aufgrund von Verbindungen zur Drogenszene durchgeführt wurde. Zu Beginn geht ein Mann zur Polizei, wo er Aussagen zu besagtem Fall macht und dabei von einem FBI-Beamten, gespielt von Patrick Swayze, befragt wird. Er verrät ihm die Täter und Hintergrundpersonen und benennt diese als Irv Gotti und Ja Rule. Derweil rappen bzw. singen Ja Rule und Celeste den Song vor dem Polizeigebäude. Die FBI-Beamten fahren anschließend zu Murder Inc. und nehmen dort Irv Gotti und Ja Rule fest, die in eine Gefängniszelle abgeführt werden. Danach kommt es zur Gerichtsverhandlung, wo beide jedoch zum Entsetzen von Patrick Swayze und dem FBI freigesprochen werden. Beim Verlassen des Gerichtsgebäudes wird Ja Rule aus einer Menschenmenge heraus von dem Mann, der ihn anfangs beim FBI verraten hat, getötet, wobei über schnelle Bildfolgen Parallelen zu den Morden an Tupac Shakur und The Notorious B.I.G. gezogen werden.

## Single

### Covergestaltung
Das Singlecover zeigt Ja Rule von der Seite mit geschlossenen Augen und aneinander gelegten Händen, die er an seine Stirn gelegt hat und in denen er eine Kette hält. Im Vordergrund befindet sich der rote Titel Reign, während der schwarze Schriftzug Ja Rule links oben im Bild steht. Der Hintergrund ist grau gehalten.

### Titelliste
1. Reign (Radioversion) – 4:07
2. Reign (Albumversion) – 4:02
3. Reign (Instrumental) – 4:33

### Chartplatzierungen
Reign stieg am 30. Juni 2003 auf Platz elf in die deutschen Singlecharts ein und erreichte drei Wochen später mit Rang vier die höchste Position. Insgesamt hielt sich der Song 16 Wochen lang in den Top 100, davon vier Wochen in den Top 10. Weitere Top-10-Platzierungen gelangen unter anderem in Australien, der Schweiz, im Vereinigten Königreich und in Österreich. In den deutschen Single-Jahrescharts 2003 erreichte das Lied Rang 31.
| ChartsChartplatzierungen     | Höchstplatzierung | Wochen |
| ---------------------------- | ----------------- | ------ |
| Deutschland (GfK)            | 4 (16 Wo.)        | 16     |
| Österreich (Ö3)              | 10 (15 Wo.)       | 15     |
| Schweiz (IFPI)               | 8 (13 Wo.)        | 13     |
| Vereinigtes Königreich (OCC) | 9 (9 Wo.)         | 9      |

| ChartsJahrescharts (2003) | Platzierung |
| ------------------------- | ----------- |
| Deutschland (GfK)         | 31          |
| Österreich (Ö3)           | 64          |
| Schweiz (IFPI)            | 52          |

### Verkaufszahlen und Auszeichnungen
Reign erhielt im Jahr 2023 in Deutschland für mehr als 150.000 verkaufte Einheiten eine Goldene Schallplatte.

| Land/Region        | Auszeichnungen für Musikverkäufe (Land/Region, Auszeichnung, Verkäufe) | Verkäufe |
| ------------------ | ---------------------------------------------------------------------- | -------- |
| Australien (ARIA)  | Platin                                                                 | 70.000   |
| Deutschland (BVMI) | Gold                                                                   | 150.000  |
| Insgesamt          | 1× Gold · 1× Platin ·                                                  | 220.000  |